# Diocesi di Livorno

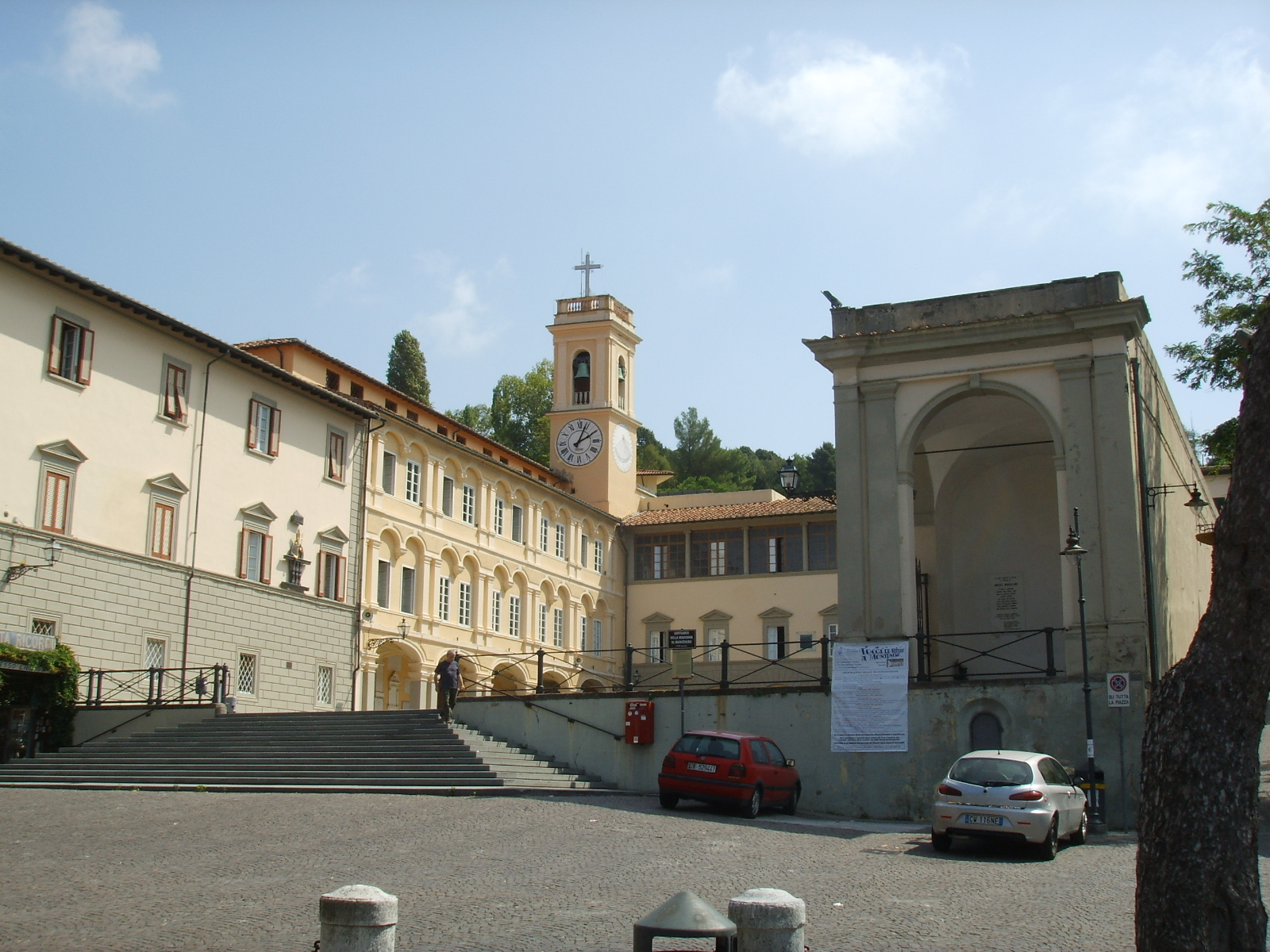
Il santuario della Madonna delle Grazie di Livorno.

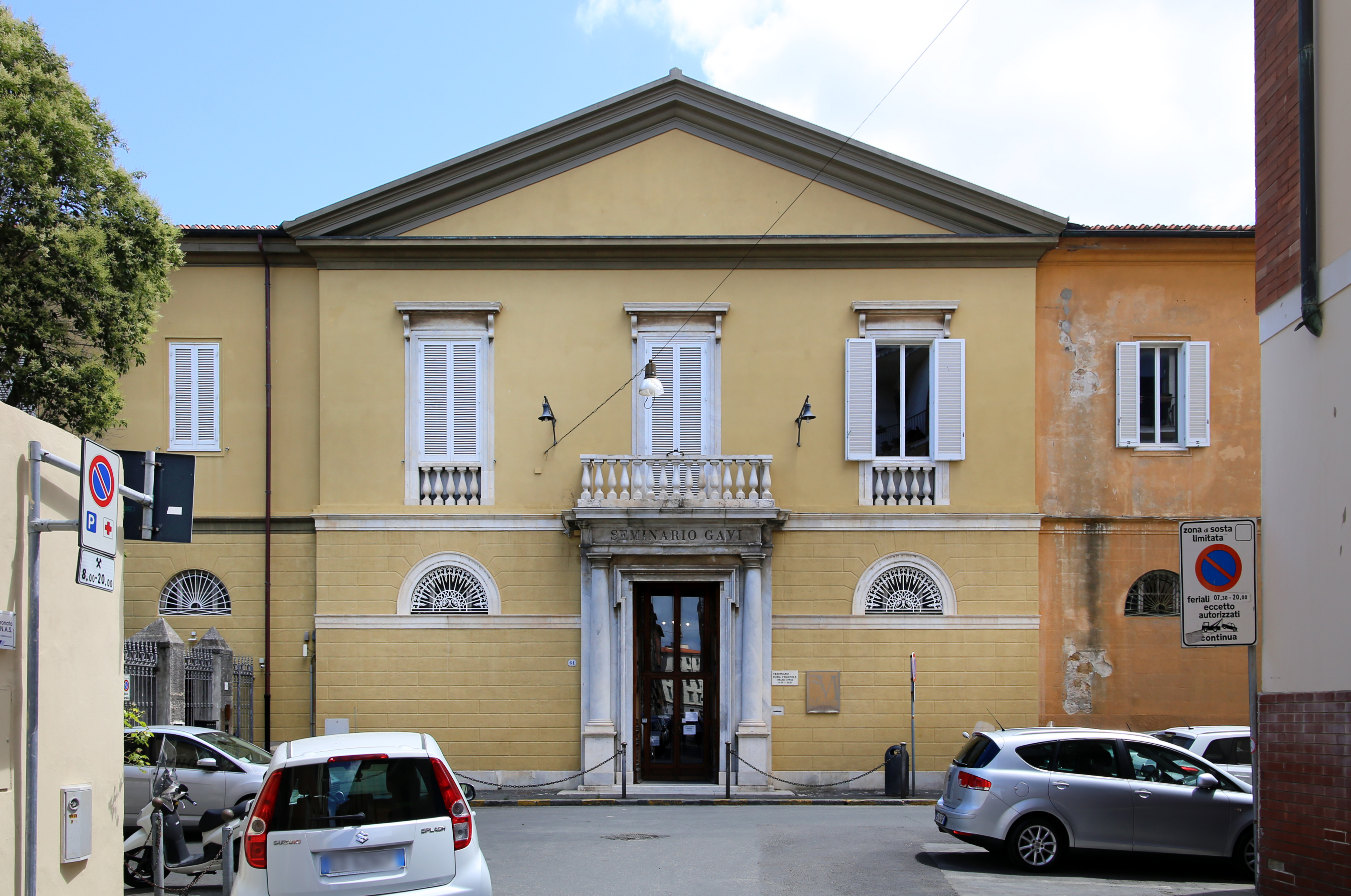
Il seminario vescovile «Girolamo Gavi», sede dell'episcopio, degli uffici della curia, dell'archivio e della biblioteca diocesana, e del museo diocesano Leonello Barsotti.

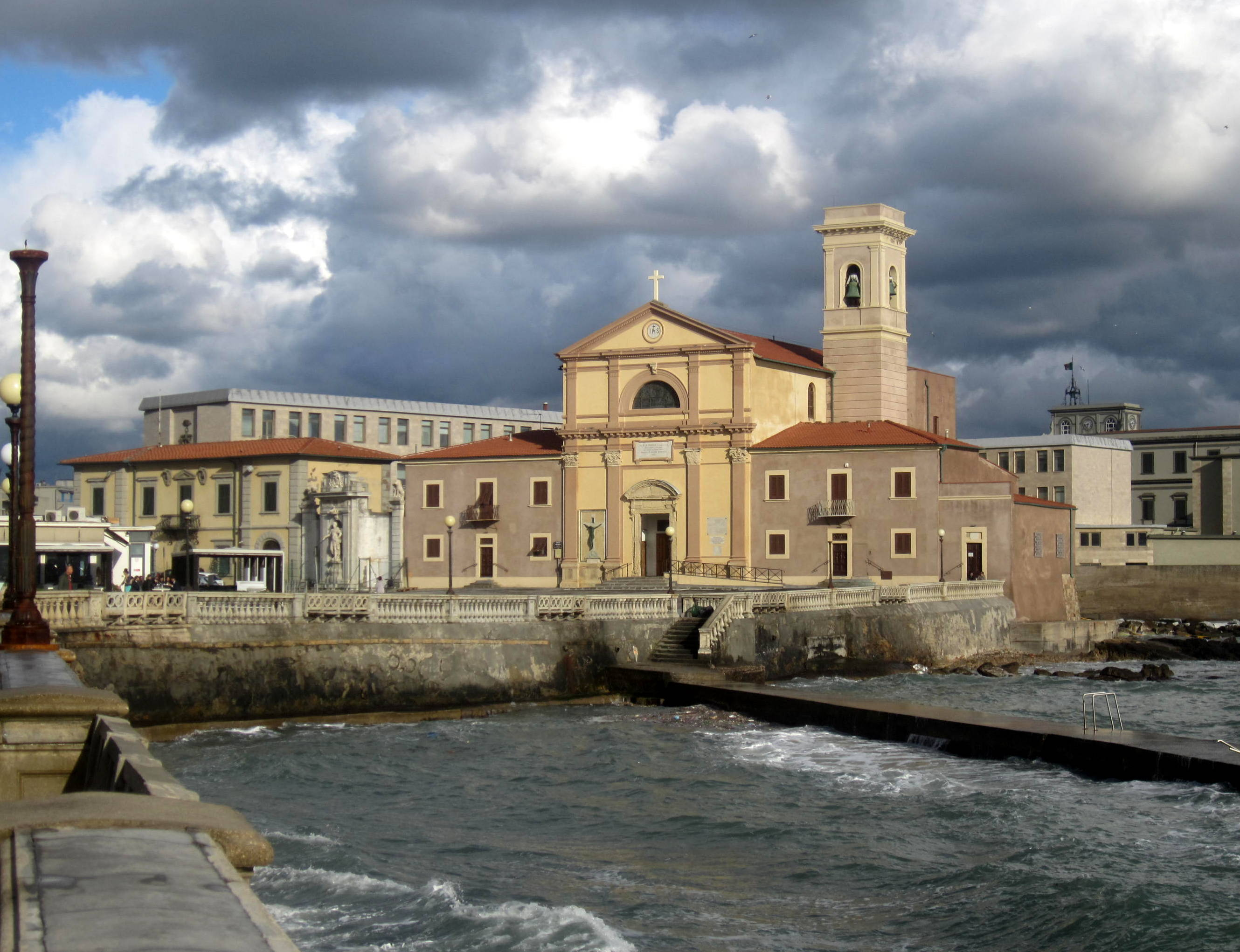
La chiesa di San Jacopo in Acquaviva di origini medievali.

La diocesi di Livorno (in latino Dioecesis Liburnensis) è una sede della Chiesa cattolica in Italia suffraganea dell'arcidiocesi di Pisa appartenente alla regione ecclesiastica Toscana. Nel 2023 contava 186.300 battezzati su 200.750 abitanti. È retta dal vescovo Simone Giusti.
Patrona della diocesi è santa Giulia di Corsica martire.

## Territorio
La diocesi comprende i comuni di Livorno, Rosignano Marittimo, Capraia Isola e le frazioni di Stagno, Colognole, Guasticce, Castell'Anselmo, Nugola, Parrana San Giusto e Parrana San Martino del comune di Collesalvetti.
Sede vescovile è la città di Livorno, dove si trovano la cattedrale di San Francesco e il santuario della Madonna delle Grazie di Montenero, elevato al rango di basilica minore da papa Pio VII nel 1818.
Il territorio si estende su 250 km² ed è suddiviso in 53 parrocchie, raggruppate in 6 vicariati. I primi quattro vicariati comprendono le parrocchie del territorio comunale di Livorno; il quinto vicariato quelle del comune di Rosignano Marittimo; il sesto vicariato le parrocchie delle frazioni di Collesalvetti. La parrocchia dell'isola di Capraia fa parte del primo vicariato. A queste parrocchie se ne aggiungono altre due, che non dipendono da alcun vicariato, ma sono sottomesse all'Ordinariato militare per l'Italia: la parrocchia di Santa Barbara dell'Accademia navale e quella di San Michele Arcangelo dei Paracadutisti.

## Comunità religiose
In diocesi, all'inizio del 2018, erano presenti i seguenti istituti religiosi:
Comunità maschili
- Congregazione vallombrosana
- Chierici regolari di San Paolo (Barnabiti)
- Ordine dei frati minori cappuccini
- Congregazione della missione
- Società salesiana di San Giovanni Bosco
- Ordine della Santissima Trinità (Trinitari)
- Istituto di Cristo Re Sommo Sacerdote

Comunità femminili
- Monache carmelitane scalze
- Suore carmelitane di Santa Teresa
- Suore domenicane di Santa Caterina da Siena
- Suore domenicane di San Tommaso
- Figlie del Crocifisso
- Figlie di Maria Ausiliatrice
- Figlie di Nostra Signora della Misericordia
- Figlie della carità di San Vincenzo de' Paoli
- Maestre pie Venerini
- Passioniste
- Piccole figlie di San Giovanni Gualberto
- Piccole missionarie del Sacro Cuore
- Serve di Maria di Pisa
- Suore di Maria di Pistoia
- Serve di Maria Santissima Addolorata di Firenze
- Sorelle dei poveri di Santa Caterina da Siena
- Suore di San Francesco d'Assisi di Tshumbe
- Suore di San Giuseppe dell'Apparizione
- Suore francescane della Trasfigurazione
- Suore trinitarie

## Storia
La prima testimonianza di una organizzazione ecclesiastica a Livorno risale al XII secolo, quando, in una bolla di papa Innocenzo II viene menzionato il castrum et curtem de Livorna, ed in un successivo documento si accenna alla pieve (ossia chiesa con battistero) di Santa Maria. A partire dal XIV secolo si sviluppò la devozione verso la Madonna di Montenero.
Nel 1606 Livorno ottiene il titolo di città e nel 1629 la chiesa di San Francesco, futura cattedrale, è insignita del grado di collegiata. Il suo prevosto ottenne dall'arcivescovo di Pisa, alla cui giurisdizione dipendevano Livorno e il suo territorio, il titolo di vicario generale in spiritualibus per la città livornese.
Durante tutto il XVIII secolo furono fatti sforzi per fare in modo che la città fosse retta da un proprio vescovo, attraverso petizioni e suppliche da parte sia della comunità civile, che del clero locale e del popolo stesso. Fu solo con l'aiuto di Maria Luisa di Borbone-Spagna, regina reggente d'Etruria, che si arrivò all'istituzione della diocesi di Livorno con la bolla Militantis Ecclesiae pubblicata da papa Pio VII il 25 settembre 1806. La nuova diocesi divenne suffraganea dell'arcidiocesi di Pisa.
Nella bolla d'erezione il papa affermava di volere effettuare l'erezione della diocesi, malgrado il dissenso e la contrarietà manifestate dai capitoli delle cattedrali di Pisa, di San Miniato e di Volterra, da cui la nuova diocesi traeva il suo territorio. Per cavilli burocratici e per questioni di confine, l'esecuzione della bolla non ebbe completamente effetto ed il primo vescovo, Filippo Ganucci, prese possesso della diocesi solo con 13 delle 31 parrocchie stabilite dalla Militantis Ecclesiae: le altre, a tutt'oggi, non sono ancora state assegnate alla diocesi livornese.
Il primo vescovo fu Filippo Ganucci, trasferito dalla sede di Cortona. Alla sua morte la diocesi rimase vacante per più di otto anni, fino alla nomina del fiorentino Angiolo Maria Gilardoni nel 1821. A lui succedette Raffaello De Ghantuz Cubbe, nativo di Aleppo in Siria, che ottenne di poter utilizzare il terreno di un ex camposanto cittadino, per edificare il seminario vescovile; i lavori iniziarono solamente nel 1844, quattro anni dopo la morte del vescovo. Proprio dal 1840 iniziò un nuovo lungo periodo di sede vacante che durò fino al 1872; nel 1848 papa Pio IX nominò, come amministratore apostolico della diocesi, il livornese Girolamo Gavi, vescovo titolare di Milta.
Dal 1924 al 1933 Livorno fu unita in persona episcopi alla diocesi di Massa e Populonia con il vescovo Giovanni Piccioni.
Durante la seconda guerra mondiale Livorno fu sottoposta a pesanti bombardamenti che distrussero la città. Sotto le bombe andò completamente distrutta la cattedrale, che fu ricostruita com'era e consacrata dal vescovo Giovanni Piccioni il 20 dicembre 1953.
Nel 1947 papa Pio XII ha dichiarato la Madonna delle Grazie, venerata nel santuario di Montenero, patrona della Toscana.
Il 7 ottobre 1975 la diocesi estese la sua giurisdizione alla parrocchia dell'isola di Capraia, che fino ad allora era appartenuta all'arcidiocesi di Genova.
Nel marzo 1982 la diocesi ha ricevuto la visita pastorale di papa Giovanni Paolo II.
Quattro sono i sinodi celebrati in diocesi: due furono convocati durante l'episcopato di Giovanni Piccioni, nel 1927 e nel 1938; il terzo e il quarto sinodo sono stati indetti e celebrati dal vescovo Alberto Ablondi nel 1984 e nel 1996.

## Istituzioni culturali diocesane
L'archivio storico diocesano conserva il materiale dell'archivio vescovile, a cui sono stati aggregati gli archivi provenienti da altre istituzioni diocesane, tra cui la curia, la mensa vescovile, il seminario, e gli archivi di alcune parrocchie della diocesi, quelli delle confraternite e delle aggregazioni laicali presenti in diocesi.
La biblioteca diocesana fu costituita in origine dal fondo librario, formato da 12.000 volumi antichi, donato alla diocesi dall'avvocato Giuseppe Michon nel 1853 e che per suo volere fin dall'inizio fu aperto al pubblico; la maggior parte di questi libri sono andati distrutti durante i bombardamenti della seconda guerra mondiale. A ciò che resta di questa donazione si sono aggiunti nel tempo libri di teologia, letteratura, scienze ed arte donati dall'amministratore apostolico Girolamo Gavi e da alcuni canonici della cattedrale.
Il museo diocesano Leonello Barsotti, voluto dal vescovo Simone Giusti, è stato inaugurato nel dicembre 2008 in alcuni ambienti del seminario vescovile livornese. Lo stesso edificio ospita, oltre alla curia vescovile e agli appartamenti del vescovo, anche la biblioteca e l'archivio storico diocesano.

## Cronotassi dei vescovi
Si omettono i periodi di sede vacante non superiori ai 2 anni o non storicamente accertati.
- Filippo Ganucci † (6 ottobre 1806 - 12 febbraio 1813 deceduto)
  - Sede vacante (1813-1821)
- Angiolo Maria Gilardoni † (13 agosto 1821 - 23 giugno 1834 nominato vescovo di Prato e Pistoia)
- Raffaello De Ghantuz Cubbe † (23 giugno 1834 - 2 dicembre 1840 deceduto)
  - Sede vacante (1840-1872)[7]
- Giulio Metti, C.O. † (29 luglio 1872 - 4 settembre 1874 deceduto)
- Raffaele Mezzetti † (21 dicembre 1874 - 20 agosto 1880 dimesso[8])
- Remigio Pacini † (20 agosto 1880 - 6 gennaio 1886 deceduto)
- Leopoldo Franchi † (7 giugno 1886 - 11 febbraio 1898 dimesso[9])
- Giulio Matteoli † (24 marzo 1898 - 25 luglio 1900 deceduto)
- Sabbatino Giani † (17 dicembre 1900 - 18 febbraio 1921 deceduto)
- Giovanni Piccioni † (13 giugno 1921 - 10 febbraio 1959 deceduto)
- Andrea Pangrazio † (10 febbraio 1959 succeduto - 4 aprile 1962 nominato arcivescovo di Gorizia e Gradisca)
- Emilio Guano † (27 aprile 1962 - 26 settembre 1970 deceduto)
- Alberto Ablondi † (26 settembre 1970 succeduto - 9 dicembre 2000 ritirato)
- Diego Coletti (9 dicembre 2000 - 2 dicembre 2006 nominato vescovo di Como)
- Simone Giusti, dal 18 ottobre 2007

## Statistiche
La diocesi nel 2023 su una popolazione di 200.750 persone contava 186.300 battezzati, corrispondenti al 92,8% del totale.
| anno | popolazione | popolazione | popolazione | presbiteri | presbiteri | presbiteri | presbiteri                | diaconi | religiosi | religiosi | parrocchie |
| anno | battezzati  | totale      | %           | numero     | secolari   | regolari   | battezzati per presbitero | diaconi | uomini    | donne     | parrocchie |
| ---- | ----------- | ----------- | ----------- | ---------- | ---------- | ---------- | ------------------------- | ------- | --------- | --------- | ---------- |
| 1950 | 162.000     | 165.000     | 98,2        | 92         | 55         | 37         | 1.760                     |         | 42        | 540       | 39         |
| 1968 | 200.000     | 204.000     | 98,0        | 152        | 70         | 82         | 1.315                     |         | 118       | 732       | 46         |
| 1980 | 213.700     | 215.800     | 99,0        | 137        | 75         | 62         | 1.559                     | 1       | 67        | 621       | 49         |
| 1990 | 222.000     | 225.000     | 98,7        | 127        | 66         | 61         | 1.748                     | 7       | 64        | 530       | 52         |
| 1999 | 190.000     | 212.753     | 89,3        | 107        | 60         | 47         | 1.775                     | 18      | 57        | 465       | 49         |
| 2000 | 190.000     | 211.997     | 89,6        | 101        | 62         | 39         | 1.881                     | 19      | 40        | 458       | 49         |
| 2001 | 189.800     | 211.676     | 89,7        | 102        | 64         | 38         | 1.860                     | 19      | 38        | 454       | 49         |
| 2002 | 189.000     | 200.519     | 94,3        | 97         | 60         | 37         | 1.948                     | 18      | 38        | 401       | 48         |
| 2003 | 189.000     | 200.593     | 94,2        | 108        | 69         | 39         | 1.750                     | 18      | 42        | 390       | 46         |
| 2004 | 189.602     | 195.972     | 96,7        | 112        | 69         | 43         | 1.692                     | 19      | 50        | 388       | 46         |
| 2013 | 190.329     | 202.477     | 94,0        | 90         | 57         | 33         | 2.114                     | 24      | 36        | 380       | 48         |
| 2016 | 187.000     | 207.531     | 90,1        | 97         | 60         | 37         | 1.927                     | 22      | 40        | 303       | 48         |
| 2019 | 187.000     | 201.635     | 92,7        | 99         | 70         | 29         | 1.888                     | 21      | 30        | 279       | 51         |
| 2021 | 186.560     | 201.578     | 92,5        | 104        | 66         | 38         | 1.793                     | 20      | 39        | 245       | 56         |
| 2023 | 186.300     | 200.750     | 92,8        | 101        | 63         | 38         | 1.844                     | 19      | 39        | 260       | 53         |